# Adolf Unger (direktör)
Adolf (Adde) Unger, född 8 maj 1874 i Bergsjö, Hälsingland, död 9 augusti 1949 i Arbrå, var en svensk direktör och lokalpolitiker.

## Biografi
Unger var son till bruksägaren och riksdagsmannen Adolf Unger och Anna, född Thorell. Som en av åtta barn, däribland konteramiralen Gunnar Unger, växte han upp i en framgångsrik släkt. År 1892 avlade han studentexamen vid Norra Latin i Stockholm och fortsatte vid Uppsala  universitet, där han  läste filosofi och juridik. I slutet av 1890-talet reste han till Amerika för att studera näringslivet där. Åren 1903–1910 bodde han i Arbrå och var behjälplig i egenskap av sakkunnig till Arbrå Kakelfabrik och vid byggnationen av Arbrå nya kraftstation. År 1910 reste han genom Kanada från Halifax till Vancouver och fortsatte över Stilla havet till New Zeeland och Australien. Unger var även verksam som trävaruhandlare.
Han gifte sig 1918 med Anna Gyllenberg, född 1885 i Filipstad och avliden 1938 i Arbrå. Makarna hade en dotter.

## Politisk karriär
Unger var tongivande för Arbrås utveckling under 1900-talets första hälft. När Arbrå municipalsamhälle bildades 1907 kom han att spela en aktiv roll i den kommunala verksamheten i Arbrå. På uppdrag av Kungl Maj:t sammankallade han den första municipalstämman. Vid upprättandet av samhällets första ordningsstadga kom hans juridiska skolning till nytta. Efter återkomsten från sin andra Amerikaresa 1914 blev han mer verksam inom den kommunala verksamheten. Han var kommunalfullmäktiges ordförande åren 1921–1922, ordförande i kommunalstämman 1921–1926 och taxeringsnämndens ordförande under en lång följd av år samt ansvarig för alla lantmäteriärenden.